# Robert Změlík
Robert Změlík, född den 18 april 1969 i Prostějov, är en tjeckisk före detta friidrottare som tävlade i mångkamp.
Změlík deltog vid VM 1991 i Tokyo där han slutade på fjärde plats i tiokamp. Hans främsta merit är hans guldmedalj vid Olympiska sommarspelen 1992 i Barcelona. Vid VM 1995 slutade han på fjortonde plats.
Han tävlade i sjukamp vid Inomhus-VM 1997 och vann då guld.

## Personliga rekord
- Sjukamp - 6 228 poäng från 1997
- Tiokamp - 8 627 poäng från 1992